# Herbert Baum
Pour les articles homonymes, voir Baum.
Herbert Baum, né le 10 février 1912 à Moschin et mort le 11 juin 1942 à la prison de Moabit à Berlin, est un résistant communiste allemand au nazisme, fondateur avec son épouse Marianne Baum du groupe Baum, un groupe de Juifs résistants berlinois.

## Biographie
Baum fait ses études à Berlin et devient électricien. Dès 1926, il s'investit dans plusieurs organisations de jeunesse de gauche et juives, et intègre en 1931 la Ligue des jeunes communistes d'Allemagne (KJVD). En 1940, il est enrôlé dans le travail forcé aux usines Siemens-Schuckert.
Après la prise du pouvoir par les nationaux-socialistes, il entreprend avec son épouse Marianne et ses amis Martin Kochmann (de) et Sala Kochmann — les quatre sont des amis d'enfance —, de former un groupe de jeunes Juifs, pour la plupart issus de mouvements de jeunesse, communistes, socialistes ou sionistes de gauche. Ce cercle d'amis élargi, qui sera connu plus tard sous le nom de groupe Baum ou groupe Herbert Haum, compte jusqu'à 100 personnes et se consacre à des débats politiques et des projets culturels, et se manifeste par la distribution de tracts. À partir de 1941, le groupe soutient des travailleurs forcés et aide à cacher des Juifs menacés de déportation à l'Est (de).

## Attentat
Le groupe est avant tout connu pour l'attentat du 18 mai 1942 contre l'exposition « Das Sowjet-Paradies », une exposition de propagande anticommuniste organisée par le NSDAP au Lustgarten. En l'espace de quelques jours, une grande partie du groupe est arrêtée et plus de 20 membres sont condamnés à mort. Au total, 28 membres seront assassinés par les nazis entre 1942 et 1943. Herbert Baum meurt en détention, sans qu'on sache s'il s'est suicidé ou s'il est mort des suites des tortures subies. Environ 50 membres du groupe sont condamnés à de longues peines de prison.
Les 28 et 29 mai 1942 a lieu une « action de représailles » (Vergeltungsaktion) : environ 500 jeunes Juifs berlinois sont arrêtés, la moitié sont exécutés sur-le-champ, les autres sont envoyés en camps de concentration. Le jour suivant, le haut fonctionnaire nazi Adolf Eichmann informe les représentants de la Reichsvereinigung der Juden in Deutschland (de) — une association juive contrôlée par le RSHA dont les Juifs allemands étaient obligatoirement membres — que cette action a été menée en raison de l'attentat contre l'exposition du Lustgarten auquel des Juifs ont participé. La question de savoir si cette action de représailles était effectivement en rapport avec l'attentat est aujourd'hui discutée.

## Membres du groupe

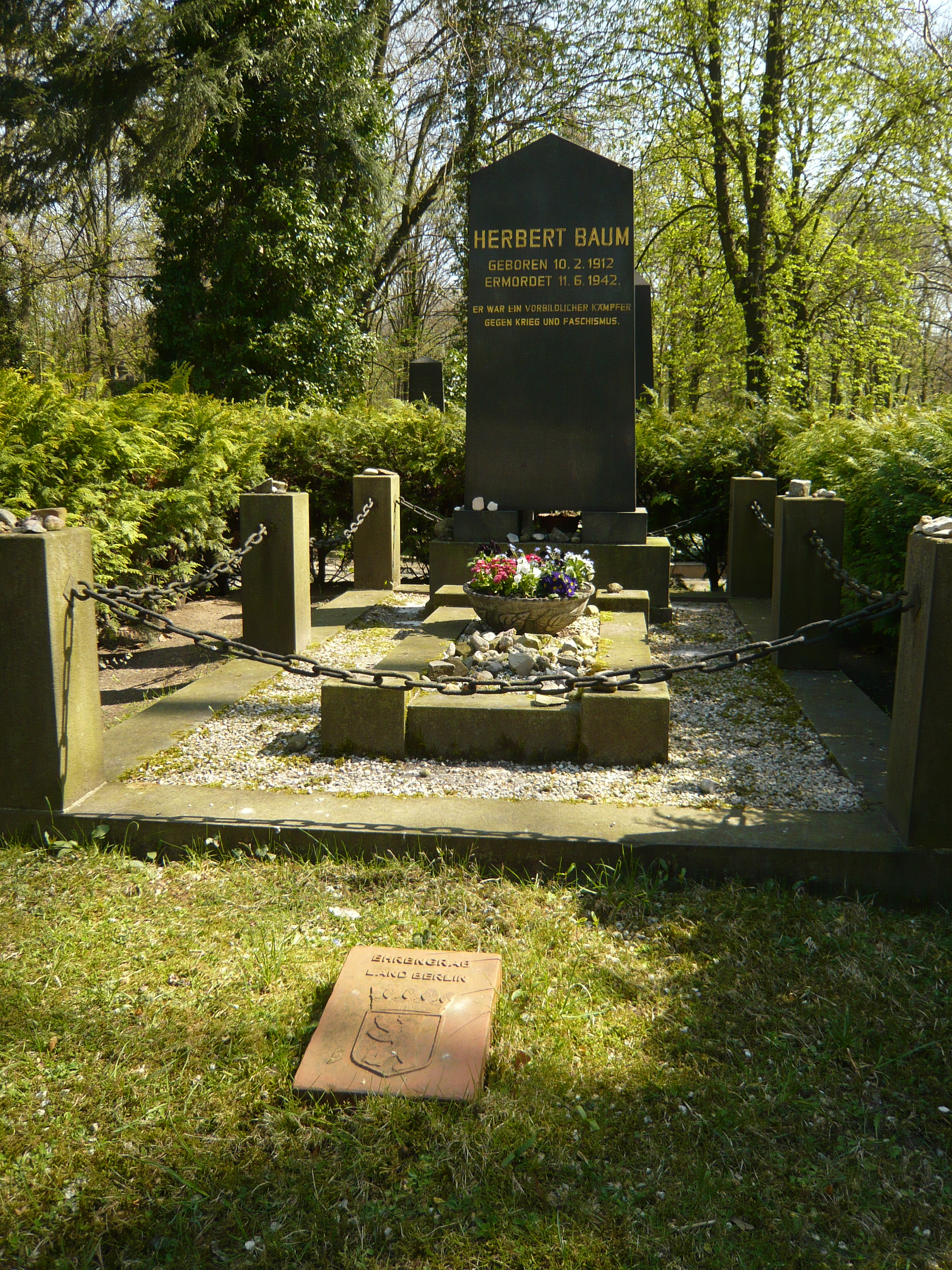
Stèle en la mémoire d'Herbert Baum au cimetière juif de Berlin-Weißensee, avril 2010.

Un stèle commémorative se trouve au cimetière juif de Berlin-Weißensee en souvenir de 27 membres du groupe assassinés entre 1942 et 1943 pour avoir résisté au nazisme :
- Herbert et Marianne Baum
- Martin Kochmann (de) et Sala Kochmann
- Gerhard Meyer (de) und Hanni Meyer (de)
- Hella Hirsch et Alice Hirsch
- Heinz Joachim (de) et Marianne Joachim
- Heinz Rotholz
- Siegbert Rotholz (de)
- Suzanne Wesse
- Irene Walter
- Heinz Birnbaum (de)
- Edith Fraenkel (d'abord condamnée à une peine de cinq années de détention, peine ensuite annulée ; Edith Fraenkel est alors déportée à Auschwitz et assassinée)
- Felix Heymann
- Werner Steinbrink (de) et sa fiancée Hildegard Hilde Jadamowitz
- Hans Adler
- Lothar Salinger (de)
- Hildegard Loewy
- Herbert Budzislawski (de)
- Helmut Neumann
- Hardel Heymann
- Kurt Bernhard
- Herbert Meyer (de)

Autres membres dont on connaît les noms :
- Rita Meyer (née Zocher), épouse de Herbert Meyer[3]
- Herbert Ansbach (de)
- Lisa Behn (emprisonnée en 1936, compagne de Werner Steinbrink)
- Joachim Franke (de) (1905–1942)
- Ilse Haak
- Richard Holzer, der nach Ungarn flüchten konnte
- Hermann Braun
- Charlotte Holzer (de) (1909-1980), épouse Paech, née Abraham ; condamnée à mort par le Volksgerichtshof, elle profite d'un bombardement sur Berlin pour s'enfuir de prison avant son exécution.
- Erwin Pawlowski
- Lotte Rotholz (de) : condamnée à huit ans de prison, elle est transférée de la prison pour femmes de la Barminstrasse à la maison de détention de Cottbus, puis renvoyée à Berlin en octobre 1943 et détenue dans le camp de transit de la Grosse Hamburger Strasse pour être déportée, avec Alice Hirsch et Edith Fraenkel, au camp d'extermination d'Auschwitz-Birkenau lors du « 44e transport vers l'Est »[4].
- Walter Sack (26 décembre 1915 - 29. April 2008)
- Alice Zadek, née Kronheim, (28 mars 1921 - 14. avril 2005) et Gerhard Zadek (de) (2 novembre 1919 - 5 octobre 2005)
- Franz Krahl (1914–1990)[5]
- Lothar Cohn (de) (1908–1944), frère de Marianne Baum
- Modèle:Hans Fruck